# التسلسل الزمني لأحداث ما قبل الحرب العالمية الثانية
فيما يلي جدولا بأهم الأحداث السابقة للحرب العالمية الثانية والتي ساهمت بشكل أو بآخر في قيام الحرب وتحديد مساره ونتائجه منذ نهاية الحرب العالمية الأولى عام 1918:
قادة أكبر الدول المساهمة في الحرب

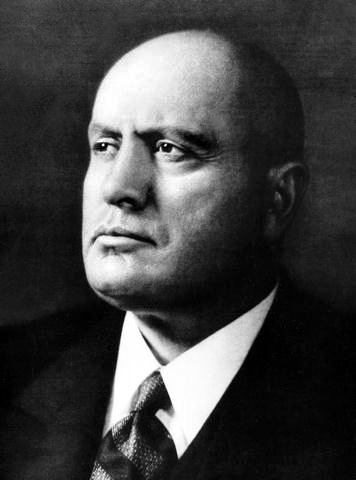
موسوليني إيطاليا الفاشية 1922–1943/45
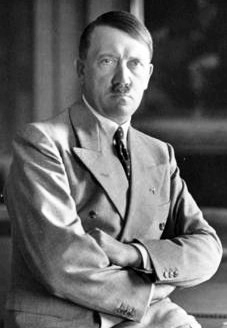
هتلر ألمانيا النازية 1933–1945
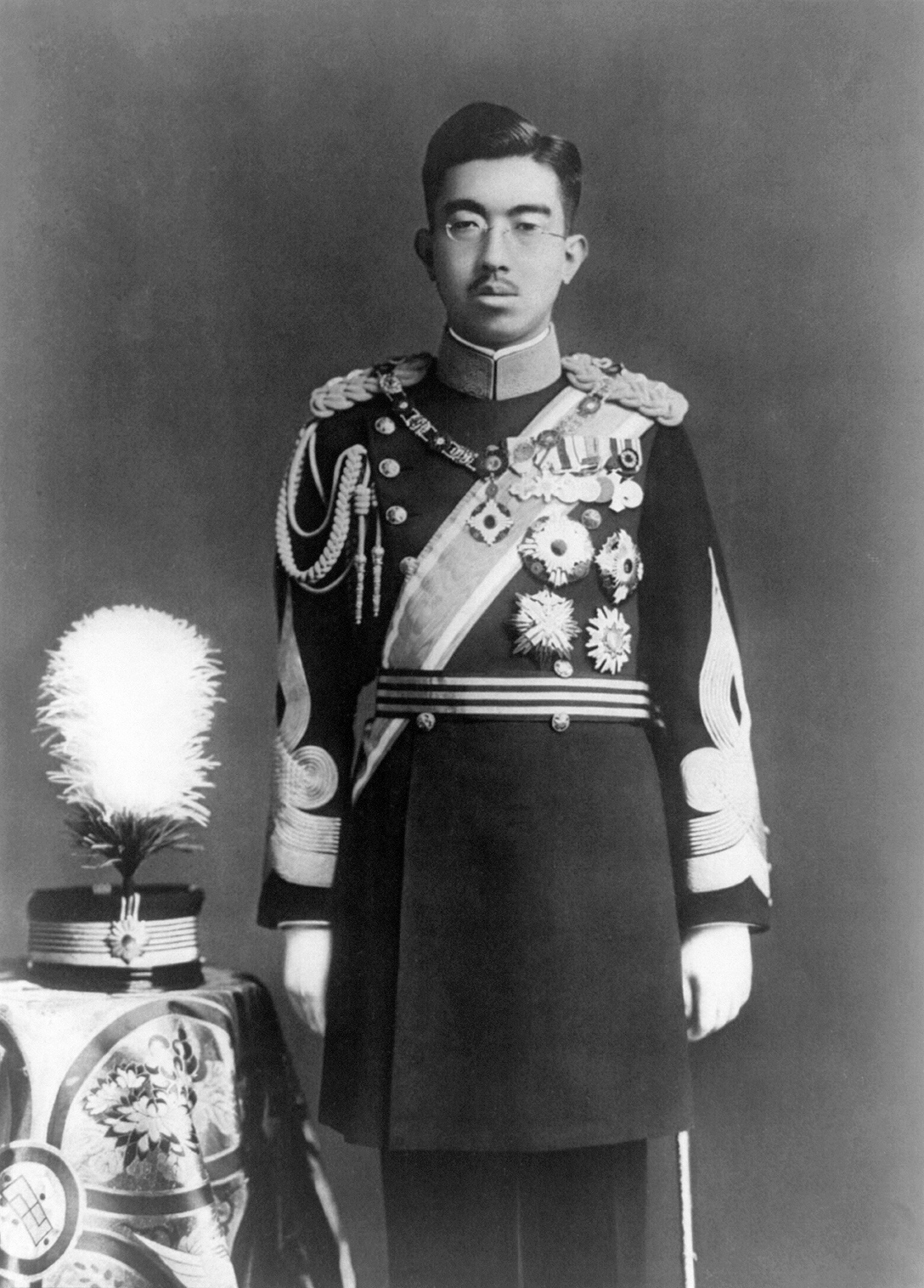
هيروهيتو إمبراطورية اليابان 1926–1989
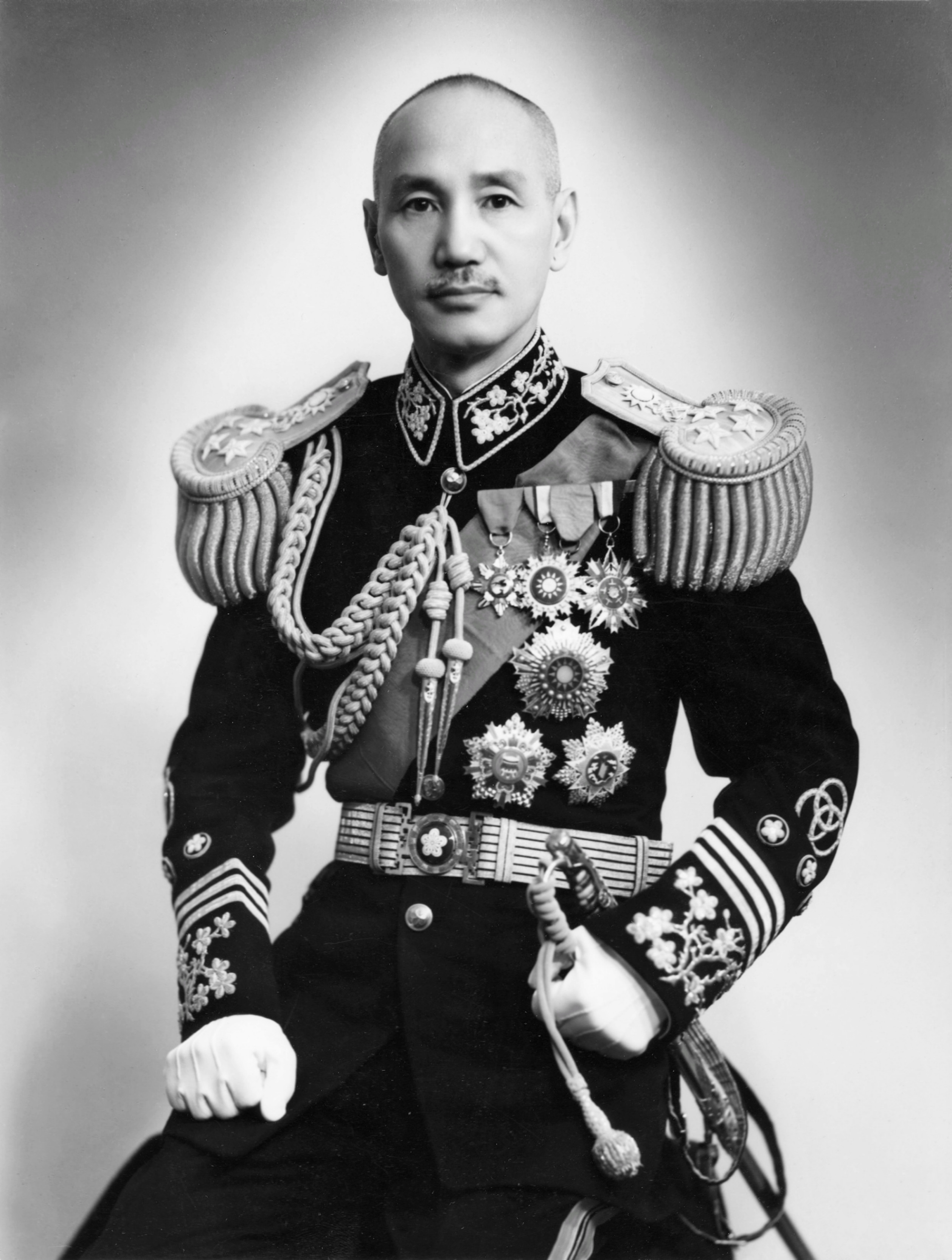
شيانج كاي شيك الصين 1928–1975
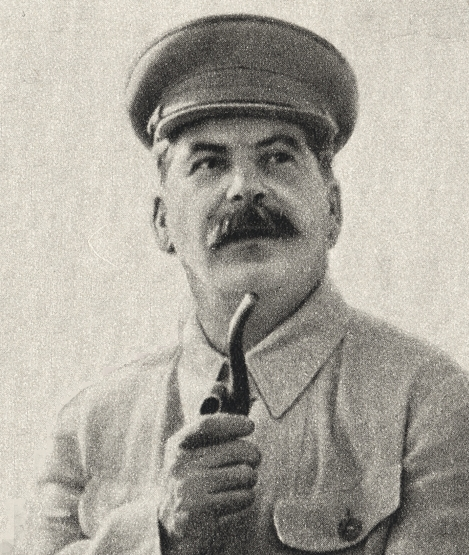
ستالين الاتحاد السوفيتي 1924–1953
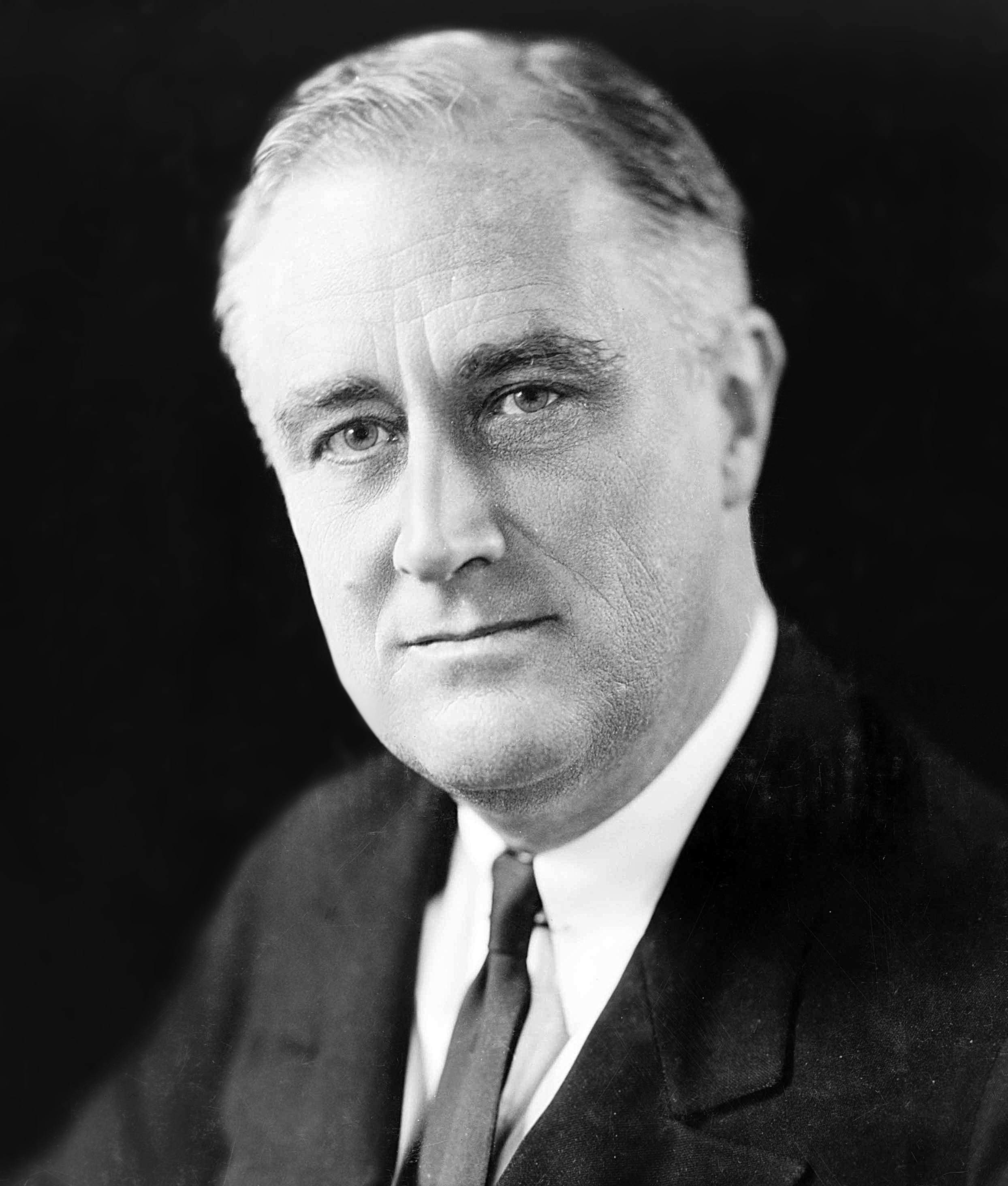
روزفلت الولايات المتحدة 1933–1945
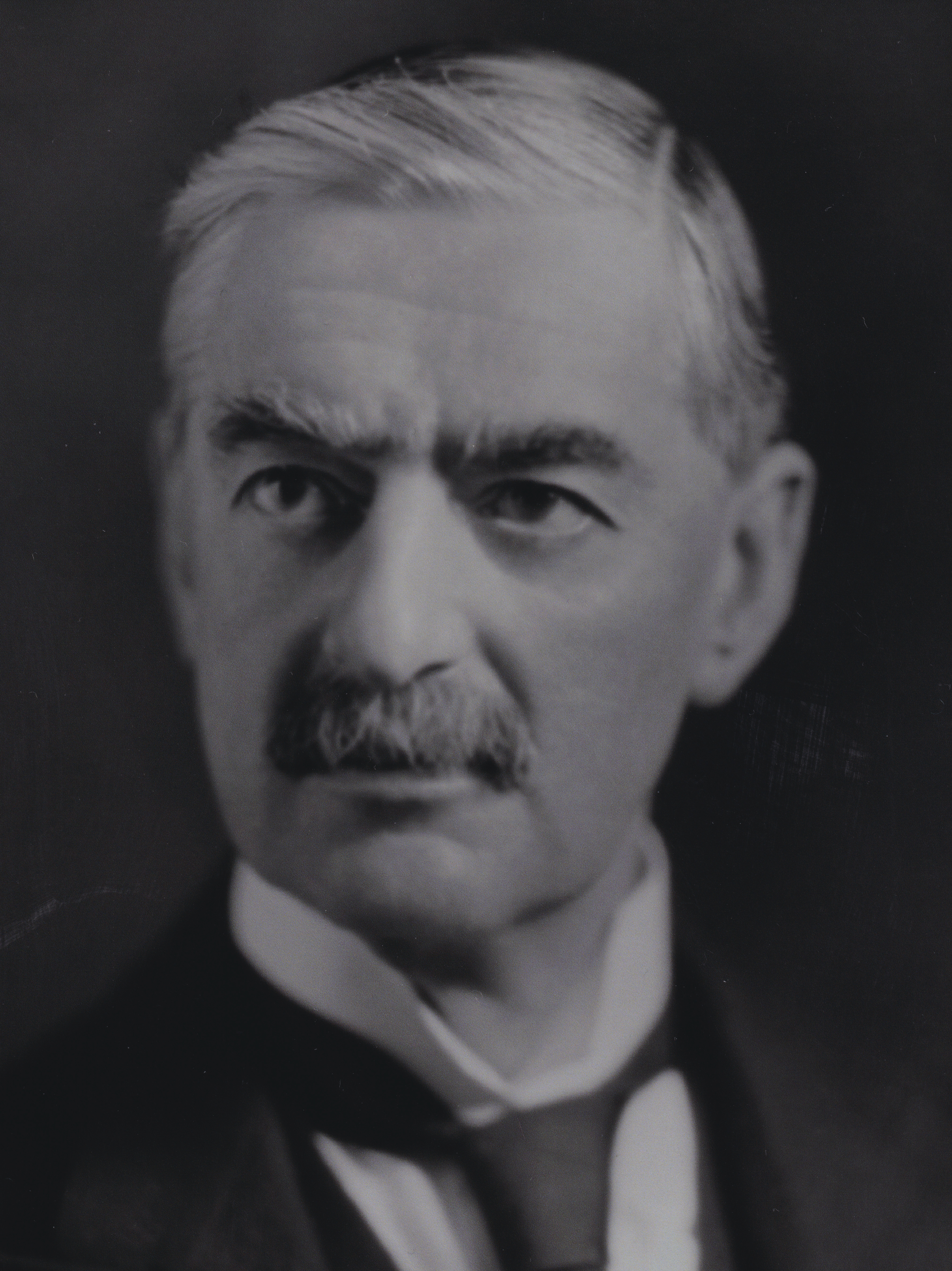
تشامبرلين بريطانيا 1937–1940
دلادييه فرنسا 1938–1940

## 1918
31-28 أكتوبر: اندلاع ثورة النجم التي أسست جمهورية المجر الديمقراطية.
29 أكتوبر: اندلاع الثورة الألمانية
11 نوفمبر: توقيع الحلفاء للهدنة مع ألمانيا في الخامسة فجرا ودخولها حيّز التنفيذ بحلول الساعة الحادية عشر من صباح نفس اليوم معلنة نهاية الحرب وقيام القوات الألمانية بإخلاء الأراضي المحتلة ثم قام الحلفاء باحتلال الراينلاند الألماني.
- تنازل كارل الأول عن حكم الإمبراطورية النمساوية المجرية معلنا نهاية الإمبراطورية وتفككها.
- قيام الجمهورية البولندية الثانية على الشطر البولندي من الإمبراطورية النمساوية المجرية.

13 نوفمبر: قيام جمهورية النمسا الألمانية على كامل الأراضي النمساوية التابعة للإمبراطورية النمساوية المجرية.
- اندلاع الحرب المجرية الرومانية.

16 نوفمبر: قيام الجمهورية المجرية الشعبية على الأراضي المجرية التابعة للإمبراطورية النمساوية المجرية.
18 نوفمبر: إعلان استقلال لتوانيا.
24 نوفمبر: قيام مملكة يوغسلافيا باتحاد مملكة صربيا مع دولة السلوفينيين والكروات والصرب.
4 ديسمبر: سفر الرئيس الأمريكي وودرو ويلسون إلى فرنسا لحضور محادثات السلام في فيرساي ليصبح بذلك أول رئيس أمريكي يزور أوروبا خلال فترة ولايته.
21 ديسمبر: نقل إرفين رومل وعودته إلى الفوج 124 مشاة بجيش فورتمبيرغ.
27 ديسمبر: اندلاع انتفاضة بولندا الكبرى ضد الحكم الألماني.

## 1919

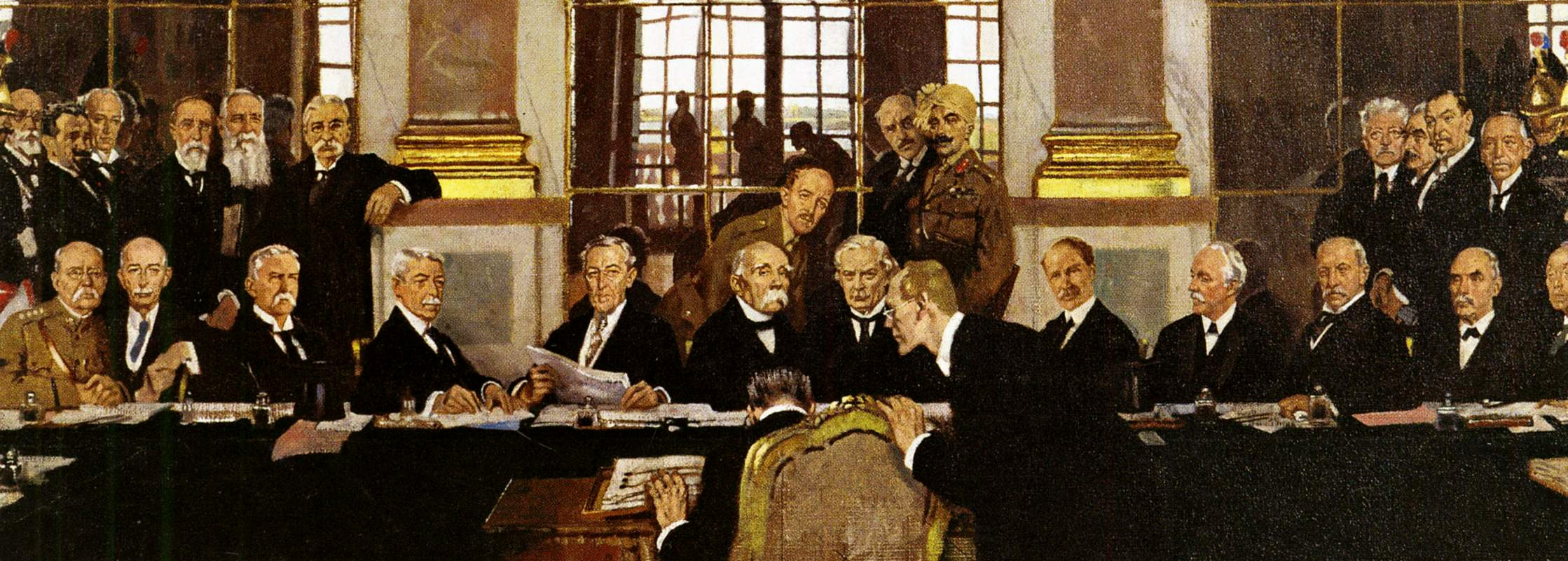
لوحة لوليام أوربين بعنوان "توقيع السلام في قاعة المرايا" بفرساي 28 يونيو 1919، تُظهر توقيع معاهدة السلام من قبل وزير النقل الألماني الدكتور يوهانس بيل أمام ممثلي القوى المنتصرة.

4–15 يناير: اندلاع انتفاضة سبارتاكوس واصطدامها مع الحكومة الألمانية التي سحقتها، فكانت ايذانا على انتهاء الثورة الألمانية.
18 يناير: افتتاح مؤتمر باريس للسلام 1919 لمناقشة معاهدات سلام بين المتحاربين في الحرب العظمى.
31 يناير: معركة ساحة جورج في جلاسكو، واستدعت شرطة المدينة الجيش البريطاني لقمع أعمال شغب خلال إضراب بسبب 40 ساعة عمل في الأسبوع.
فبراير: نشوب الحرب البولندية السوفيتية باشتباكات حدودية بين البلدين.
2 مارس: المؤسسة الأممية الثالثة أو الكومنترن في موسكو. حيث أن هدفها المعلن هو إنشاء جمهورية سوفيتية عالمية.
12 مارس: طالبت الجمعية الوطنية التأسيسية النمساوية بدمج النمسا في ألمانيا.
21 مارس: اعلان الجمهورية المجرية السوفييتية الشيوعية.
15 مايو: اندلاع حرب الاستقلال التركية بعد دخول القوات اليونانية منطقة أزمير.
21 يونيو: اغراق غالبية الأسطول الألماني في سكوبا فلو في اسكتلندا. وكانت السفن محتجزة هناك بموجب شروط الهدنة لسنة 1918 بينما كانت المفاوضات تدور حول مصير السفينة. خشي الألمان من أن يستولي البريطانيون على السفن في حال رفض بلادهم شروط معاهدة فرساي وتستأنف المجهود الحربي، وبالتالي يرجح استخدام تلك السفن ضدهم.
28 يونيو: وقعت ألمانيا وقوات الحلفاء معاهدة فرساي بعد ستة أشهر من المفاوضات. واقتصر حجم القوات المسلحة الألمانية على 100,000 فرد، وأن تدفع ألمانيا تعويضات كبيرة عن أضرار الحرب. وقعت الولايات المتحدة المعاهدة لكنها لم تصادق عليها، وعقدت فيما بعد معاهدة سلام منفصلة مع ألمانيا.
يوليو: انضمام عريف غير معروف يدعى أدولف هتلر إلى حزب العمال الألماني (مقدمة للحزب النازي) بناءً على توصية الرايخويهر الألماني.
3 أغسطس: انتهاء الحرب المجرية الرومانية، وسقوط الجمهورية المجرية السوفييتية.
10 سبتمبر: وقعت النمسا الألمانية معاهدة سان جيرمان. ونظمت تلك المعاهدة حدود النمسا مع الحلفاء وحظرت عليها الاتحاد مع ألمانيا، وعليها تغيير اسمها إلى النمسا. لم تصادق الولايات المتحدة على المعاهدة ولكنها وقعت بعدها معاهدة سلام منفصلة مع النمسا.
12 سبتمبر: قاد غابرييل دانونزيو قوة من القوميين الإيطاليين غير النظاميين للاستيلاء على مدينة فيوم المتنازع عليها (رييكا).
27 نوفمبر: وقعت بلغاريا على معاهدة نويي للسلام مع الحلفاء. حيث حددت تلك المعاهدة حدود بلغاريا وقلصت الجيش البلغاري إلى 20,000 رجل وأن تدفع بلغاريا تعويضات الحرب.

## 1920

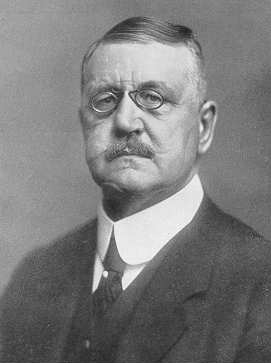
ولفجانج كاب قائد انقلاب كاب

10 يناير: إنشاء مدينة دانزيغ الحرة التي لم توافق عليها ألمانيا ولا بولندا.
21 يناير: انتهاء أعمال مؤتمر باريس للسلام مع افتتاح الجمعية العامة لعصبة الأمم. على الرغم من أن أحد المنتصرين في الحرب وهي الولايات المتحدة لم تنضم أبداً إلى العصبة.
مارس: فشل انقلاب كاب اليميني ضد الحكومة الألمانية. والجيش الألماني كان سلبيا تعرض الانقلاب لهزيمة بواسطة إضراب عام.
انتفاضة الرور الألمانية، مدفوعة بالإضراب العام ضد انقلاب كاب، ولكن الجيش الألماني سحقها.
4 يونيو: وقعت المجر معاهدة تريانون مع الحلفاء. حيث نظمت المعاهدة وضع الدولة المجرية المستقلة وحددت حدودها. لم تصادق الولايات المتحدة على المعاهدة ولكنها وقعت فيما بعد معاهدة سلام منفصلة مع المجر.

خريطة توضح تقسيم الدولة العثمانية نتيجة معاهدة سيفر.

10 أغسطس: وقعت تركيا على معاهدة سيفر مع قوات الحلفاء (باستثناء الولايات المتحدة، التي لم تعلن الحرب على تركيا). قسمت المعاهدة الدولة العثمانية وقلصت حجم القوات المسلحة التركية. لم تقبل اليونان الحدود كما هي منصوص عليها في المعاهدة ولم توقع عليها. ألغيت معاهدة سيفر خلال حرب الاستقلال التركية، ووقع الطرفان وصدقا على معاهدة لوزان سنة 1923.
أكتوبر: اندلاع تمرد جليغوفسكي وهي قوة بولندية بقيادة الجنرال لوتسيان جليغوفسكي على فيلنيوس، دون دعم من الدولة البولندية.
24 ديسمبر: أعياد الميلاد الدموية: احتلت إيطاليا مدينة فيومي بعد خمسة أيام من مقاومة جابرييل دانيونزيو.

## 1921
7-17 مارس: استولى متمردو الجيش الأحمر والمدنيون الروس على مدينة كرنشتات الإستراتيجية في تمرد كرنشتات، مطالبين بتوسيع الحقوق المدنية وإنهاء الاحتكار البلاشفة للسياسة السوفيتية. بعد عدة أيام وعدة آلاف من الخسائر البشرية، سحق التمرد القوات البلشفية القادمة من بتروغراد المجاورة.
18 مارس: انتهاء الحرب البولندية السوفيتية بتوقيع معاهدة ريغا.
24 أبريل: وافق ناخبو فيوم على فكرة دولة فيوم الحرة.
25 أغسطس: تم التوقيع على معاهدة السلام الأمريكية الألمانية ومعاهدة السلام الأمريكية النمساوية، مما مثل النهاية الرسمية لحالة الحرب بين الدولتين والولايات المتحدة، وهما بديلان عن معاهدة فرساي ومعاهدة سان جيرمان التي لم تصادق عليها الولايات المتحدة.
29 أغسطس: تم توقيع معاهدة السلام الهنغارية الأمريكية، مما مثل النهاية الرسمية لحالة الحرب بين الدولتين بدلاً من معاهدة تريانون التي لم تصادق عليها الولايات المتحدة.
9 نوفمبر: تأسيس الحزب الوطني الفاشي الإيطالي بقيادة بينيتو موسوليني خلال المؤتمر الفاشي الثالث في روما.

## 1922
6 فبراير: انتهي مؤتمر واشنطن البحري بتوقيع معاهدة واشنطن البحرية بين المملكة المتحدة والولايات المتحدة واليابان وفرنسا وإيطاليا. حيث وافقت الأطراف الموقعة على الحد من حجم قوتها البحرية.
مارس: أول مجموعة ضباط ألمان سافروا إلى الاتحاد السوفيتي لأغراض التعاون العسكري بين ألمانيا والاتحاد السوفيتي.
3 إبريل: تعيين جوزيف ستالين في منصب السكرتير العام للحزب الشيوعي السوفيتي.
16 أبريل: وقعت ألمانيا والاتحاد السوفياتي على معاهدة رابالو، حيث أعيد تأسيس العلاقات الدبلوماسية والتخلي عن المطالبات المالية من بعضهما البعض وتعهد بالتعاون المشترك مستقبلا.
28 يونيو: اندلاع الحرب الأهلية الأيرلندية بين القوات المؤيدة والمعارضة للمعاهدة الإنجليزية الأيرلندية.
13 أغسطس: وقع غابرييل دانيونزيو أحد منافسي موسوليني من خارج النافذة (إما دُفِعَ عمدا أو سقط أثناء سكره)، مما أدى إلى إصابته بجروح بالغة.
18 سبتمبر: المجر تنضم لعصبة الأمم.
أكتوبر: انتهت الحرب الأهلية الروسية (المستمرة منذ 7 نوفمبر 1917) بانتصار البلاشفة بهزيمة آخر فلول القوات البيضاء في سيبيريا.
11 أكتوبر: توقيع هدنة مودانيا بين تركيا والدول الأوروبية.
28 أكتوبر: وصول الفاشيون للسلطة في إيطاليا وتعيين بينيتو موسوليني رئيسا للوزراء.
1 نوفمبر: ألغى مجلس الأمة التركي الكبير الدولة العثمانية.
3 ديسمبر: دخول المعاهدة الإنجليزية الأيرلندية حيّذ التنفيذ واستقلال أيرلندا بشطريها عن المملكة المتحدة.
30 ديسمبر: اتحدت جمهوريات روسيا وأوكرانيا وبيلاروسيا وما وراء القوقاز فيما بينها معلنة قيام الاتحاد السوفيتي.

## 1923
شكل حزب الكومينتانغ القومي والحزب الشيوعي الصيني جبهة الموحدة للقضاء على أمراء الحرب في الصين.
11 يناير: احتلت كل من فرنسا وبلجيكا حوض الرور لإلزام ألمانيا زيادة مدفوعاتها من تعويضات الحرب العالمية الأولى.
يونيو: دمر التضخم الجامح في جمهورية فايمار سنة 1923 قيمة العملة الورقية لألمانيا.
24 يوليو: توقيع معاهدة لوزان بسويسرا والمعنية بترسيم الحدود الجديدة بين تركيا والوفاق الثلاثي وبمشاركة اليونان وبلغاريا، حيث مثلت نهاية حرب الاستقلال التركية وحلت محل معاهدة سيفر السابقة.
31 أغسطس:حادثة كورفو حيث قصفت إيطاليا جزيرة كورفو اليونانية واحتلتها ساعية للضغط على اليونان لدفع تعويضات عن مقتل جنرال إيطالي في اليونان.
27 أغسطس: انتهاء حادثة كورفو، حيث انسحبت القوات الإيطالية بعد قواعد منظمة السفراء لصالح المطالب الإيطالية بالتعويضات من اليونان.
29 أكتوبر: أعلن مصطفى كمال أتاتورك قيام الجمهورية التركية رسميا في أنقرة لتكون الوريث الشرعي للدولة العثمانية المقوضة.
8 نوفمبر: فشل أدولف هتلر في محاولة انقلاب بير هول التي قادها النازيين ضد الحكومة الألمانية وانتهت بسيطرة قوات الشرطة الحكومية على الوضع في اليوم التالي واعتقال هتلر وقيادات من الحزب النازي.

## 1924

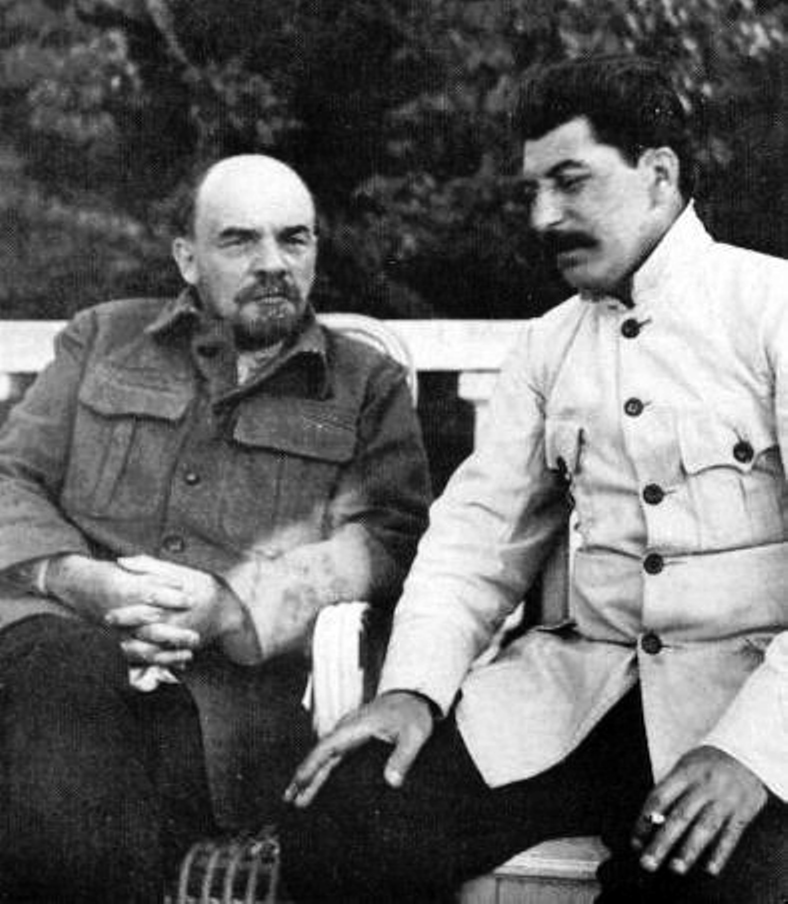
ستالين ولينين

21 يناير: وفاة فلاديمير لينين، وقيام ستالين بالتخلص من خصومه السياسيين خلال سعيه للوصول للسلطة.
1 فبراير: اعترفت المملكة المتحدة اعترافًا دبلوماسيًا بالاتحاد السوفيتي.
16 مارس: ضمت إيطاليا دولة فيوم الحرة إليها.
1 إبريل: الحكم على أدولف هتلر بالسجن خمسة سنوات (لم يقضِ منهم سوى تسعة أشهر) بعد ثبوت تهمة الخيانة العظمى عليه لمشاركته في انقلاب بير هول.
6 إبريل: فوز الفاشيون بالانتخابات البرلمانية الإيطالية بأغلبية ثلثي الأصوات مما أتاح لهم احتلال 403 مقعد في البرلمان.
10 يونيو: اغتال الفاشيون السياسي الاشتراكي الإيطالي جاكومو ماتيوتي في روما بعد خطفه في نفس اليوم، جاء الاغتيال نتيجة نشاط الأخير المضاد للحكومة الفاشية.
16أغسطس: القبول بخطة داويس التي انهت احتلال الحلفاء للرور ووضعت خطة دفع متعاقبة لتدفع ألمانيا تعويضات الحرب.
18 أغسطس: بدأت فرنسا بسحب قواتها من ألمانيا.

## 1925
12 مايو: انتخاب المشير المتقاعد باول فون هيندنبورغ رئيسا لألمانيا.
18 يوليو: نشر هتلر سيرته الذاتية في كتابه كفاحي
1 ديسمبر: وقعت معاهدة لوكارنو في لندن (تم التصديق عليها في 14 سبتمبر 1926). حيث سوت تلك المعاهدة حدود أوروبا الغربية وطبعت العلاقات بين ألمانيا وقوات الحلفاء الغربيين.

## 1926
3 يناير: نصّب اللواء ثيودوروس بانغالوس نفسه دكتاتورا على اليونان.
31 يناير: غادرت القوات البلجيكية والبريطانية ولاية كولونيا الألمانية في نهاية احتلال الحلفاء لمنطقة الرور الصناعية.
4 إبريل: انتخاب اللواء ثيودوروس بانغالوس رئيسا للجمهورية اليونانية الثانية.
24 إبريل: توقيع معاهدة برلين بين ألمانيا والاتحاد السوفيتي والتي نصت على التزام كلتا البلدين بالحياد وعدم الاعتداء حال تعرض أيا منهما لهجوم عسكري خلال السنوات الخمس المقبلة.
8 سبتمبر: انضمام ألمانيا إلى عصبة الأمم.
11 سبتمبر: هددت إسبانيا بالانسحاب من عصبة الأمم.
25 ديسمبر: أصبح هيروهيتو إمبراطورا لليابان بعد وفاة والده الإمبراطور تايشو.

## 1927
19 يناير: أرسلت المملكة المتحدة ترسل قواتا إلى جمهورية الصين مع اشتداد الصراع بين القوميين والشيوعيين.
12 فبراير: وصلت طليعة القوات البريطانية إلى شانغهاي قادمة من المملكة المتحدة ومالطا والهند.
19 فبراير: شل إضراب عام شانغهاي احتجاجا على الوجود البريطاني.
10 مارس: اعلان ألبانيا التعبئة العامة تحسبا لهجوم متوقع من جانب يوغوسلافيا.
12 إبريل: اندلاع الحرب الأهلية الصينية بين القوميين والشيوعيين بعد مذبحة شانغهاي حيث قُتِل مابين 300 إلى 5000 شيوعي.
20 مايو: توقيع معاهدة جدة واعتراف المملكة المتحدة بالملك عبد العزيز آل سعود ملكا على مملكة الحجاز ونجد.
24 مايو: علقت المملكة المتحدة علاقاتها الدبلوماسية مع الاتحاد السوفيتي بعد اتهام دبلوماسيين سوفيت بالقيام بعمليات تجسس داخل الأراضي البريطانية.
4 يونيو: علقت يوغوسلافيا علاقاتها الدبلوماسية مع ألبانيا.
7 يونيو: اغتيال السفير السوفيتي في بولندا بيوتر فويكوف على يد ناشط من الحركة البيضاء.
12 نوفمبر: جوزيف ستالين يطرد ليون تروتسكي من الحزب الشيوعي السوفيتي خلال سعيه للانفراد بالسلطة والتخلص من خصومه السياسيين.
14 ديسمبر: نال العراق استقلاله من بريطانيا.

## 1928
3 مايو: حادثة جينان واندلاع الاشتباكات المسلحة بين الصين واليابان.
28 مايو: إنشاء الجيش الأحمر الصيني.
4 يونيو: حادثة هوانغغوتون واغتيال عناصر يابانية لرئيس جمهورية الصين جانغ زولين.
25 يوليو: الولايات المتحدة تستدعي قواتها من الصين.
2 أغسطس: إيطاليا وإثيوبيا توقعان المعاهدة الإيطالية الإثيوبية.
27 أغسطس: اعتماد ميثاق بريان كيلوج في باريس والذي يجرّم استخدام الحرب كوسيلة لحل النزاعات الدبلوماسية والسياسية بموافقة الدول العظمى في ذلك الوقت وعلى رأسها الولايات المتحدة والمملكة المتحدة وفرنسا وإيطاليا واليابان وألمانيا وتسع دول أخرى.
1 أكتوبر: أطلق الاتحاد السوفيتي أول خطة خمسية، وهو جهد اقتصادي لزيادة التصنيع.

## 1929
9 فبراير: توقيع ميثاق ليتفينوف في موسكو والذي يحمل نفس مبادئ ميثاق بريان كيلوج لنبذ الحرب بمشاركة حكومات الاتحاد السوفيتي وبولندا وإستونيا ورومانيا ولاتفيا.
11 فبراير: إيطاليا والكرسي الرسولي توقعان اتفاقية لاتران لإنهاء الجدال فيما بينهما حول المسألة الرومانية وتسوية الأوضاع المتعلقة بالفاتيكان.
28 مارس: اليابان تسحب قواتها من الصين معلنة نهاية الاشتباكات المسلحة المعروفة بحادثة جينان.
3 إبريل: مملكة إيران توقّع ميثاق ليتفينوف.
7 يونيو: تفعيل اتفاقية لاتران وإعلان الفاتيكان دولة مستقلة.
24 يوليو: تفعيل ميثاق بريان كيلوج.
31 أغسطس: تم الانتهاء من إعداد خطة يونغ التي حددت إجمالي التعويضات التي ستقدمها ألمانيا بمبلغ 26.350 مليار دولار أمريكي والتي يتعين سدادها على مدار 58 عامًا ونصف. وحلت محل خطة دوز السابقة.
24 أكتوبر:الخميس الأسود وانهيار سوق الأسهم الأمريكية.
29 أكتوبر: الثلاثاء الأسود وبداية الكساد الكبير بانهيار سوق الأوراق المالية وانخفاض مؤشر داو جونز الصناعي في أعقاب الخميس الأسود.

## 1930
22 إبريل: المملكة المتحدة والولايات المتحدةوإيطاليا واليابان يوقعون معاهدة لندن البحرية لتقنين بناء الغواصات والسفن الحربية ووضع أسس للحروب البحرية.
30 يونيو: فرنسا تسحب باقي قواتها من راينلاند.
14 سبتمبر: أظهرت نتائج الانتخابات الألمانية أن النازيون أصبحوا ثاني أكبر حزب في الرايخستاغ.

## 1931
19 مايو: إطلاق أول طراد من فئة دويتشلاند، واسمه الطراد دويتشلاند. أدى صنع تلك السفينة إلى خلق الرعب في الدول الأخرى حيث متوقعا تحديد حمولة 10,000 طن لتقييد البحرية الألمانية على سفن الدفاع الساحلية، وليس السفن القادرة على الحرب في البحار المفتوحة.
18 سبتمبر: حادثة موكدين قامت اليابان بتفجير زائف لقطع سكة حديد مملوكة لليابانيين في منطقة منشوريا الصينية، وألقت باللوم على المعارضين الصينيين في الهجوم، وهو حادثة إدعى الكثيرون أنها البداية الرسمية لما سمي بعدها الحرب العالمية الثانية.
19 سبتمبر: بدء الغزو الياباني لمنشوريا بذريعة حادثة موكدين.

## 1932
بدء المجاعة السوفيتية لسنوات 1932-1933، ويعزى بعض أسبابه إلى الزراعة الجماعية في الخطة الخمسية الأولى.
7 يناير: أعلن وزير خارجية الولايات المتحدة هنري ستيمسون عن مذهب ستيمسون الذي نص على أن حكومة الولايات المتحدة لن تعترف بالتغييرات الحدودية التي يتم إجراؤها بالقوة، وذلك رداً على غزو اليابان لمنشوريا.
28 يناير: حادثة 28 يناير: استخدمت اليابان انفجار العنف ضدها في شنغهاي ذريعة للهجوم على المدينة. انتهي القتال في 6 مارس، وفي 5 مايو تم توقيع اتفاقية لوقف إطلاق النار فأصبحت شنغهاي منطقة منزوعة السلاح.
27 فبراير: نشوب قتال بين الصين واليابان في منشوريا وانتهت بسيطرة اليابان عليها.
1 مارس: انشئت اليابان حكومة مانشوكو العميلة لحكم منشوريا المحتلة.
10 أبريل: تم إعادة انتخاب باول فون هيندنبورغ رئيسًا لألمانيا، بعد أن هزم أدولف هتلر في جولة الإعادة.
30 مايو: استقالة المستشار الألماني هاينريش برونينغ. فطلب الرئيس هيندنبورغ من فرانز فون بابن تشكيل حكومة جديدة.
30 أغسطس: انتخب هيرمان غورينغ ليكون رئيسًا لمجلس الشيوخ الألماني.
21 نوفمبر: بدأ الرئيس هيندنبورغ محادثاته مع هتلر لتشكيل حكومة جديدة.
3 ديسمبر: سمى هيندنبورغ كورت فون شلايشر ليكون مستشارا لألمانيا.

## 1933
1 يناير:الدفاع عن السور العظيم: هاجمت اليابان الطرف الشرقي المحصّن لسور الصين العظيم في مقاطعة ريهي في منغوليا الداخلية.
30 يناير: عين الرئيس هيندنبورغ هتلر ليكون مستشارًا لألمانيا.
27 فبراير: احتراق مبنى الرايخستاغ الألماني.
28 فبراير: صدر مرسوم حريق الرايخستاغ الذي ألغى العديد من الحريات المدنية للألمان.
4 مارس: نصِب فرانكلين ديلانو روزفلت رئيسا للولايات المتحدة.
20 مارس: اكتمال معسكر داخاو، أول معسكر اعتقال في ألمانيا.
23 مارس: أصدر الرايخستاغ قانون التمكين، جاعلا من أدولف هتلر ديكتاتور ألمانيا.
24 مارس: حملة يهودية عالمية لمقاطعة النازية عام 1933.
27 مارس: غادرت اليابان عصبة الأمم بسبب تقرير ليتون الصادر عنها، والذي ذكر أن منشوريا تنتمي إلى الصين وأن مانشكو ليست دولة مستقلة حقًا.
1 أبريل: طُلِبَ من الألمان مقاطعة المتاجر والشركات اليهودية.
26 أبريل: إنشاء الشرطة السرية الألمانية المسماة الجستابو.
2 مايو: منع هتلر النقابات العمالية.
15 مايو: تشكيل رسمي لسلاح الجو الألماني المسمى لوفتفافه، حيث بنيت في السر في انتهاك لمعاهدة فرساي.
31 مايو: توقيع هدنة تانقو بين الصين واليابان، ووضع شروط وقف إطلاق النار بين الدولتين بعد احتلال اليابان لمنشوريا. ووافقت الصين على جميع المطالب اليابانية، وأنشأت منطقة كبيرة منزوعة السلاح داخل أراضيها.
21 يونيو: حظر جميع الأحزاب غير النازية في ألمانيا.
14 يوليو: أصبح الحزب النازي هو الحزب الرسمي لألمانيا.
25 أغسطس: اتفاقية هعفراه: تم اعداد الاتفاقية لمساعدة اليهود الألمان في تسهيل هجرتهم إلى فلسطين.
12 سبتمبر: تصور ليو زيلارد حول فكرة التفاعل النووي المتسلسل.
19 أكتوبر: غادرت ألمانيا عصبة الأمم.
24 نوفمبر: تم إرسال المشردين ومتعاطي الكحول والعاطلين عن العمل إلى معسكرات الاعتقال النازية.

## 1934

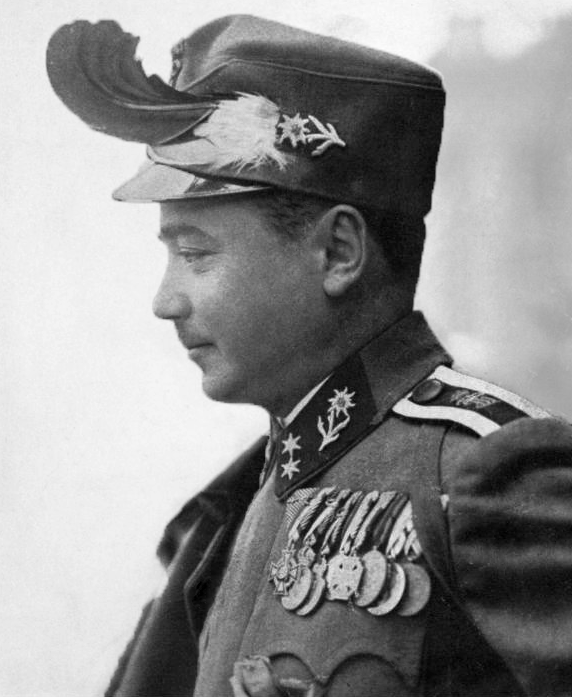
المغتال إنغلبرت دولفوس

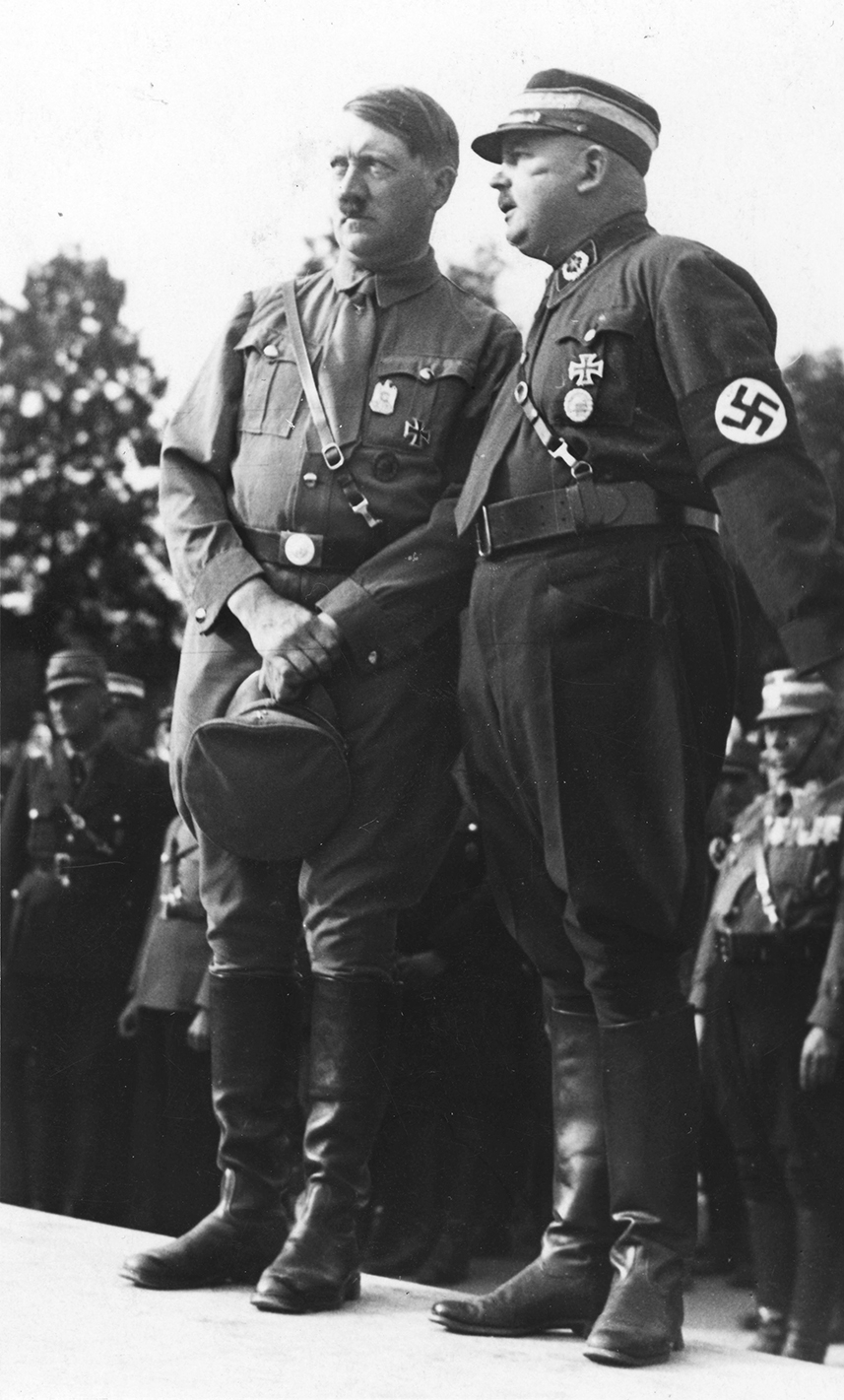
ضحية "ليلة السكاكين الطويلة" إرنست روم مع هتلر أغسطس 1933

26 يناير: ألمانيا وبولندا توقعان معاهدة عدم الاعتداء الألمانية البولندية لمدة 10 سنوات.
12–16 فبراير: انتهت الحرب الأهلية النمساوية بانتصار الفاشية النمساوية.
20 مارس: خضوع جميع قوات الشرطة الألمانية لإمرة هاينريش هيملر.
30 يونيو: ليلة السكاكين الطويلة في ألمانيا. حيث قتل المنافسين المحتملين لهتلر داخل الحزب النازي، ومنهم زعيم القوات المسلحة إرنست روم والمحافظين البارزين المناهضين للنازية، مثل المستشار السابق كورت فون شلايشر على أيدي قوات الأمن الخاصة والجستابو.
20 يوليو: أصبحت وحدات الاس اس منظمة مستقلة عن الحزب النازي. وتقدم تقاريرها مباشرة إلى أدولف هتلر.
25 يوليو: اغتال النازيون النمساويون إنغلبرت دولفوس في انقلاب يوليو الفاشل ضد الحكومة النمساوية.
2 أغسطس: بعد وفاة الرئيس هيندنبورغ، أصبح هتلر القائد الأوحد لألمانيا ليصبح رئيس الدولة والمستشار.
8 أغسطس: بدأ أعضاء الفيرماخت يقسمون اليمين الولاء لهتلر بدلاً من الدستور الألماني.
سبتمبر: انضم الاتحاد السوفيتي إلى عصبة الأمم.
16 أكتوبر: بدء المسيرة الطويلة للجيش الأحمر الصيني حيث تراجع أمام مطاردة قوات الكومينتانغ.
1 ديسمبر: اغتيل رئيس الحزب الشيوعي في لينينغراد سيرجي كيروف على يد مجهول، مما عجل في موجة القمع في الاتحاد السوفيتي.
5 ديسمبر: اندلاع أزمة الحبشة بحادثة والوال، وهو اشتباك مسلح بين القوات الإيطالية والإثيوبية على الحدود مع إثيوبيا.
29 ديسمبر: تخلت اليابان عن معاهدتي واشنطن ولندن البحريتين.

## 1935
7 يناير: وافقت عصبة الأمم على نتائج استفتاء سار مما سمح بضمها داخل الحدود الألمانية.
18 يونيو: وقعت ألمانيا وبريطانيا اتفاقية البحرية الأنجلو-الألمانية حيث أعطيت ألمانيا حق التوسع البحري إلى 35٪ من قوة بريطانيا، وأراد البريطانيون بتلك الطريقة الحد من إعادة تسليح البحرية الألمانية.
31 أغسطس: أصدرت الولايات المتحدة قانون الحياد لسنة 1935 بفرض حظر عام على التبادل التجاري بالأسلحة والمواد الحربية مع جميع الأطراف المتحاربة، وأعلن أيضًا أن المواطنين الأمريكيين الذين يسافرون على سفن الدول المتحاربة فإنهم يسافرون بمسؤوليتهم الخاصة.
15 سبتمبر: مرر الرايخستاغ قوانين نورمبرغ، التي أضفت الطابع المؤسساتي في التمييز ضد اليهود وتوفير الإطار القانوني للاضطهاد المنهجي ضدهم في ألمانيا.
2 أكتوبر: اندلاع الحرب الإيطالية الإثيوبية الثانية بعد غزو إيطاليا لإثيوبيا. فأدانت عصبة الأمم إيطاليا وفشلت دعوتها بفرض حظر نفطي.
14 نوفمبر: حل ستانلي بلدوين محل رامزي ماكدونالد في رئاسة الوزارة بعد الانتخابات البريطانية العامة.

## 1936
20 يناير: وفاة جورج الخامس ملك الإمبراطورية البريطانية. ديفيد أمير ويلز يصبح الملك إدوارد الثامن.
6 فبراير: استضافت ألمانيا دورة الألعاب الأولمبية الشتوية 1936 بمدينة غارميش-بارتنكيرشن في بافاريا.
7 مارس: استولت ألمانيا على الراينلاند في تحدي واضح لمعاهدة فرساي.
بعد ضم الراينلاند التقى هتلر بشكل منفصل مع الصحفي الفرنسي برتراند دي جوفينال والمحلل البريطاني أرنولد توينبي مؤكداً على هدفه التوسعي المحدود المتمثل في بناء دولة ألمانية كبرى، ورغبته في تفاهم وتعاون البريطانيين معه.
بما ان الملك إدوارد الثامن هو على رأس حكومة بالدوين فقد أمر الجيش بإلغاء حالة الاستعداد فيما يتعلق بخطوة هتلر.
25 مارس: توقيع معاهدة لندن البحرية الثانية بين المملكة المتحدة والولايات المتحدة وفرنسا. ورفضت كلا من إيطاليا واليابان التوقيع عليها.
5 مايو: زحفت القوات الإيطالية نحو العاصمة الإثيوبية أديس أبابا، منهية الحرب الإيطالية الحبشية الثانية.
3 يونيو: فقد رئيس أركان لوفتواف الجنرال فالتر ويفر حياته في حادث تحطم طائرة، منهيا بذلك أي أمل في قدرة «لوفتواف» قوة قصف إستراتيجية مماثلة للحلفاء.
17 يوليو: محاولة انقلابية فاشلة قامت بها القوات الوطنية معلنة بداية الحرب الأهلية الإسبانية.
1 أغسطس: استضافت ألمانيا الألعاب الأولمبية الصيفية 1936 في برلين.
أكتوبر: بدء التطهير الكبير في الاتحاد السوفيتي بقمع واسع للمعارضين المشتبه بهم للنظام. وأدى التطهير إلى سجن وقتل العديد من الضباط العسكريين، مما يضعف القوات المسلحة السوفيتية قبيل الحرب العالمية الثانية.
18 أكتوبر: أصبح غورنغ رئيسًا لخطة السنوات الأربع الألمانية، وهي محاولة لجعل ألمانيا تتمتع بالاكتفاء الذاتي وزيادة الأسلحة.
14 نوفمبر: بدأت حملة سوئي يوان عندما هاجمت القوات المنغولية المدعومة من اليابان الحامية الصينية في هونغورت.
15 نوفمبر: دخول الفيلق الألماني الجوي جيش الكندور لأول مرة في الحرب الأهلية الإسبانية دعماً للقوميين.
25 نوفمبر: توقيع حلف مناهضة الكومنترن بين اليابان وألمانيا. فاتفقت الأطراف الموقعة على خوض الحرب مع الاتحاد السوفيتي في حالة تعرض أحدهما لهجوم منها.
1 ديسمبر: ألزم هتلر جميع الذكور الذين تتراوح أعمارهم بين 10 و 18 عامًا الانضمام إلى شباب هتلر.
12 ديسمبر: خطف زعيم حزب الكومينتانغ تشانغ شويليانغ الزعيم الصيني شيانج كاي شيك لإجبار الكومينتانغ على عقد هدنة مع الحزب الشيوعي الصيني بغرض محاربة اليابانيين الغزاة.
اجبر إدوارد الثامن على التنازل عن العرش وخلفه ألبرت دوق يورك الذي تولى الحكم باسم الملك جورج السادس.
23 ديسمبر: وصول أول ثلاثة آلاف من فيلق المتطوعين الإيطالية إلى قادس لدعم الجانب القومي في الحرب الأهلية الإسبانية.
24 ديسمبر: شكلت الجبهة المتحدة الثانية بين الحزب الشيوعي الصيني وحزب الكومينتانغ، وتعليق الحرب الأهلية الصينية مؤقتًا لمقاتلة اليابانيين.

## 1937
20 يناير: بدأت الفترة الثانية لرئاسة فرانكلين روزفلت.
28 مايو: أصبح نيفيل تشامبرلين رئيس وزراء بريطانيا.
7 يوليو: اندلاع حادثة جسر ماركو بولو التي اشعلت الحرب اليابانية الصينية الثانية.
13 أغسطس: الحرب اليابانية الصينية الثانية: بدأت معركة شانغهاي.
5 أكتوبر: الرئيس روزفلت يلقي خطاب العزل الذي حدد الابتعاد عن الحياد ونحو «عزل» جميع المعتدين.
6 نوفمبر: إيطاليا تنضم لحلف مناهضة الكومنترن.
26 نوفمبر: الحرب اليابانية الصينية الثانية: انتصار اليابانيين في معركة شانغهاي بعد ان أخلى الجنود الصينيين المدينة.
1 ديسمبر: الحرب اليابانية الصينية الثانية: اندلاع معركة نانجنغ بعد هجوم اليابانيين على المدينة.
8 ديسمبر: أسس اليابانيين دولة مينتشيانغ العميلة في منغوليا الداخلية الصينية.
11 ديسمبر: انسحبت إيطاليا من العصبة.
12 ديسمبر: حادثة الزورق الأمريكي باناي: حيث هاجم اليابانيون الزورق الحربي الأمريكي باناي بينما كان راسيا في نهر اليانغتسي.
13 ديسمبر: الحرب اليابانية الصينية الثانية: البدء بعمليات اغتصاب واعدامات هائلة في نانجنغ بعد ان استولى اليابانيون عليها.

## 1938
26 يناير: احدثت حادثة أليسون توتراً أكبر في العلاقات بين اليابان والولايات المتحدة..
6 مارس: وصول القوات اليابانية إلى النهر الأصفر في الصين.
13 مارس: ضمت ألمانيا النمسا إليها.
24 مارس: الحرب اليابانية الصينية الثانية: اندلاع معركة تاييرزهوانغ التي انتهت بالانتصار الصين في 7 أبريل بعد قتال مكثف من بيت إلى بيت داخل مدينة تاييرزهوانغ.

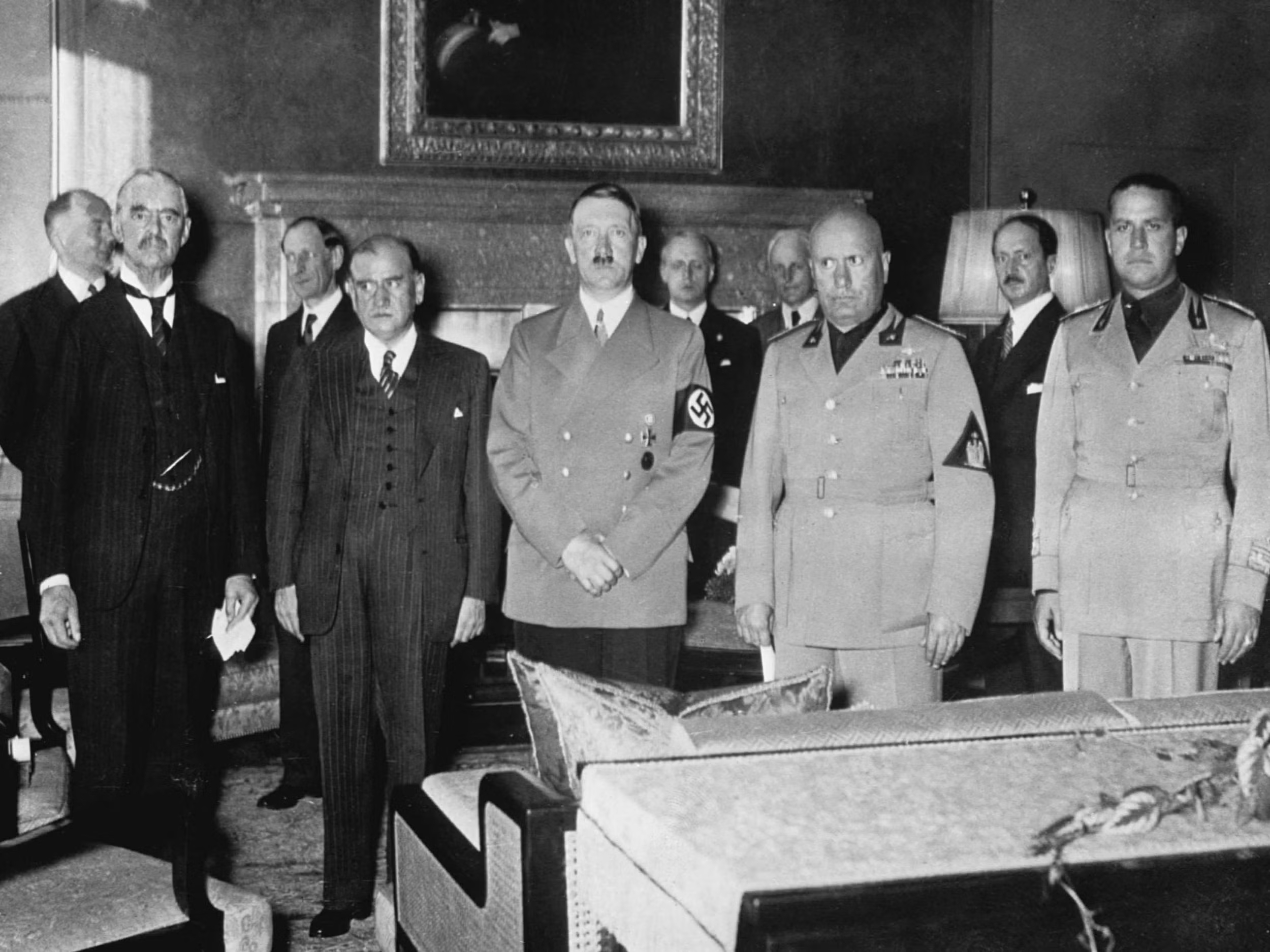
من اليسار إلى اليمين: تشامبرلين ثم دلادييه ثم هتلر ثم موسوليني ثم تشانو في الصورة قبل التوقيع على اتفاق ميونيخ الذي أعطى السوديت إلى ألمانيا.

الحرب اليابانية الصينية الثانية: جرت معركة شوزهو والتي انتهت بانتصار اليابان في الأول من مايو عندما هربت القوات الصينية من المدينة المحاصرة.
6–16 يوليو: مؤتمر إفيان: رفض الولايات المتحدة والمملكة المتحدة قبول المزيد من اللاجئين اليهود.
29 يوليو: بدء النزاعات الحدودية السوفيتية اليابانية بمعركة بحيرة خاسان.
أغسطس: انتصر الاتحاد السوفييتي على اليابانيين في معركة بحيرة خاسان.
27 سبتمبر: بعث الرئيس الآمريكي روزفلت رسالة إلى الفوهرر أودلف هتلر طالبا السلام.
30 سبتمبر: تم توقيع معاهدة ميونخ بين ألمانيا وفرنسا والمملكة المتحدة وإيطاليا. وسمح الاتفاق لألمانيا بضم منطقة السوديت التشيكوسلوفاكية مقابل السلام في محاولة لاسترضاء هتلر.
5 أكتوبر: أبطلت ألمانيا جوازات سفر جميع مواطنيها اليهود الذين أصدر لهم جوازات سفر مكتوب عليها حرف "J" باللون الأحمر. تم هذا التغيير بعد طلبات من السويد وسويسرا الذين أرادوا وسيلة لمنع اليهود بسهولة من دخول بلادهم .
7 نوفمبر: اغتال فتى يهودي بولندي اسمه هيرشل غرينزبان القنصل الألماني إرنشت فوم راث في باريس.
9 نوفمبر: بعد اغتيال فوم راث، بدأت مذبحة ليلة البلور في ألمانيا؛ حطمت الآلاف المتاجر والمعابد اليهودية ونُهبت وأحرقت ودمرت في جميع أنحاء البلاد.

## 1939
25 يناير: تم تقسيم ذرة اليورانيوم لأول مرة في جامعة كولومبيا بالولايات المتحدة.
27 يناير: أمر هتلر بتنفيذ خطة زد، وهو برنامج للتوسعة البحرية مدته 5 سنوات يهدف إلى توفير أسطول ألماني ضخم كريغسمارينه قادر على هزيمة البحرية الملكية البريطانية بحلول 1944. أعطيت للإسطول الأولوية الأولى في تخصيص الموارد الاقتصادية الألمانية. هذه هي المرة الوحيدة التي نالت فيها كريغسمارين الأولوية الأولى في تاريخ الرايخ الثالث.
14 مارس: أنشئت جمهورية سلوفاكيا الموالية لألمانيا.
15 مارس: احتلت ألمانيا كلا بوهيميا وإقليم مورافيا-سيليزيا في انتهاك واضح لاتفاق ميونيخ. لم يحاول التشيك خلق أي مقاومة منظمة بعد أن فقدوا خطهم الدفاعي الرئيسي بضم السوديت.
أنشئت ألمانيا محمية بوهيميا ومورافيا. وحلت الجمهورية التشيكوسلوفاكية الثانية.
20 مارس: سلم وزير الخارجية الألماني يواكيم فون ريبنتروب مهلة شفهية إلى ليتوانيا، يطالبها بالتنازل عن منطقة كلايبيدا (الاسم الألماني لميمل) إلى ألمانيا.
21 مارس: طالب هتلر بإعادة مدينة دانزيغ الحرة إلى ألمانيا.
23 مارس: توقيع المعاهدة الألمانية الرومانية لتنمية العلاقات الاقتصادية بين البلدين.
ضمت ألمانيا منطقة كلايبيدا إليها.
وقعت ألمانيا وسلوفاكيا معاهدة بشأن علاقة الحماية بين ألمانيا والدولة السلوفاكية، مما أدى إلى إنشاء منطقة حماية ألمانية في سلوفاكيا.
اندلاع الحرب المجرية السلوفاكية.
31 مارس: قدمت المملكة المتحدة وفرنسا ضمانة لاستقلال بولندا.
انتهاء الحرب المجرية السلوفاكية.
1 أبريل: انتهت الحرب الأهلية الإسبانية بانتصار القوميين. فأصبحت إسبانيا دكتاتورية مع فرانشيسكو فرانكو الرئيس الجديد للحكومة.
3 أبريل: أمر هتلر الجيش الألماني ببدء التخطيط لفال فايس وهو الاسم الرمزي للهجوم على بولندا والمزمع إطلاقه في 25 أغسطس 1939.
4 أبريل: وقعت المجر وسلوفاكيا معاهدة بودابست، وسلمت قطاعًا من أراضي شرق سلوفاكيا إلى المجر.
7–12 أبريل: غزت إيطاليا ألبانيا أمام مقاومة عسكرية ضعيفة. أصبحت ألبانيا لاحقًا جزءًا من إيطاليا من خلال اتحاد شخصي للتاج الإيطالي والألباني.
14 أبريل: بعث الرئيس الأمريكي روزفلت برسالة إلى المستشار الألماني هتلر ورئيس الوزراء الإيطالي موسوليني طالبا السلام
18 أبريل: اقترح الاتحاد السوفيتي تحالفًا ثلاثيًا مع المملكة المتحدة وفرنسا، إلا أن الطلب رفض.
28 أبريل: في خطاب ألقاه أمام الرايخستاغ، تخلى هتلر عن اتفاقية البحرية الأنجلو-الألمانية ومعاهدة عدم الاعتداء الألمانية البولندية.
11 مايو: النزاعات الحدودية السوفيتية اليابانية: بدأت معركة خالخين غول بين اليابان ومنشوكو ضد الاتحاد السوفيتي ومنغوليا. انتهت المعركة بنصر السوفيت يوم 16 سبتمبر، مما أثر على اليابانيين في عدم السعي إلى مزيد من الصراع مع السوفييت، والتوجه نحو امتلاك دول المحيط الهادئ للقوى الأوروبية الأمريكية بدلاً من ذلك.
17 مايو: رفضت كلا من السويد والنرويج وفنلندا عرض ألمانيا لاتفاقيات عدم الاعتداء.
22 مايو: تم توقيع ميثاق الصلب المعروف رسميًا باسم «ميثاق الصداقة والتحالف بين ألمانيا وإيطاليا» بين إيطاليا الفاشية وألمانيا النازية. وأعلن الميثاق عن مزيد من التعاون بين القوتين، ولكن في ملحق سري تم تفصيل الميثاق بأنه تحالف عسكري.
14 يونيو: وقع حادث تينتسين، حيث حاصر اليابانيون الامتياز البريطاني في ميناء تينتسين شمال الصين.
10 يوليو: أكد رئيس الوزراء نيفيل تشامبرلين مجددًا دعمه لبولندا ووضح أن بريطانيا لم تنظر إلى مدينة دانزيج الحرة باعتبارها شأنًا ألمانيًا-بولنديًا داخليًا وسيتدخل بالنيابة عن بولندا في حالة اندلاع أعمال القتال بين البلدين.
2 أغسطس: أرسلت رسالة أينشتاين-زيلارد إلى الرئيس روزفلت. كتبها ليو زيلارد وموقعة من ألبرت أينشتاين، وحذر من خطورة أن ألمانيا قد تطور قنابل ذرية. دفعت هذه الرسالة إلى اتخاذ إجراء من جانب روزفلت وأسفرت في النهاية عن مشروع مانهاتن.
23 أغسطس: تم توقيع حلف مولوتوف-ريبنتروب بين ألمانيا النازية والاتحاد السوفيتي، مع أحكام سرية لتقسيم أوروبا الشرقية - الاحتلال المشترك لبولندا والاحتلال السوفيتي لدول البلطيق وفنلندا وبسارابيا. ويوقف هذا البروتوكول تهديد التدخل السوفيتي أثناء الغزو الألماني لبولندا.
25 أغسطس: رداً على رسالة من موسوليني مفادها أن إيطاليا لن تحترم ميثاق الصلب إذا هاجمت ألمانيا بولندا، فقد أجل هتلر الغزو لخمسة أيام لتوفير مزيد من الوقت لتأمين الحياد البريطاني والفرنسي.
30 أغسطس: الإنذار الألماني لبولندا بخصوص الممر البولندي ومدينة دانزيغ الحرة.
1 سبتمبر: غزت ألمانيا بولندا بدون الانتظار للرد على إنذارها، فكانت بداية الحرب العالمية الثانية (غزا الاتحاد السوفيتي بولندا في 17 سبتمبر).

## وصلات خارجية
- الكتاب الأصفر الفرنسي
- العلاقات النازية السوفيتية 1939-1941
- العلاقات النازية السوفيتية 1939-1941 (كاملة)
- British War Bluebook